# Emmanuel Canappe
Emmanuel Canappe, né le 25 juillet 1849, à Wailly, et mort le 20 septembre 1907, à Basse-Terre est un prélat catholique français, évêque de Guadeloupe et Basse-Terre, de 1901 à 1907.

## Biographie
Emmanuel François Canappe est né le 25 juillet 1849, à Wailly, dans le département de la Somme.
Il est ordonné prêtre le 22 décembre 1872, puis devient évêque de Guadeloupe et Basse-Terre, le 5 avril 1901.
Il est confirmé à ce ministère, le 18 avril 1901, puis reçoit la consécration épiscopale des mains de Frédéric Fuzet, archevêque de Rouen, le 25 juillet 1901.
Il occupe ce siège jusqu'à sa mort, survenue le 20 septembre 1907, à Basse-Terre, en Guadeloupe.
Son corps est rapatrié en France métropolitaine en 1910 pour être inhumé dans le cimetière de son village natal de Wailly dans la Somme.